# Duchesse (meuble)

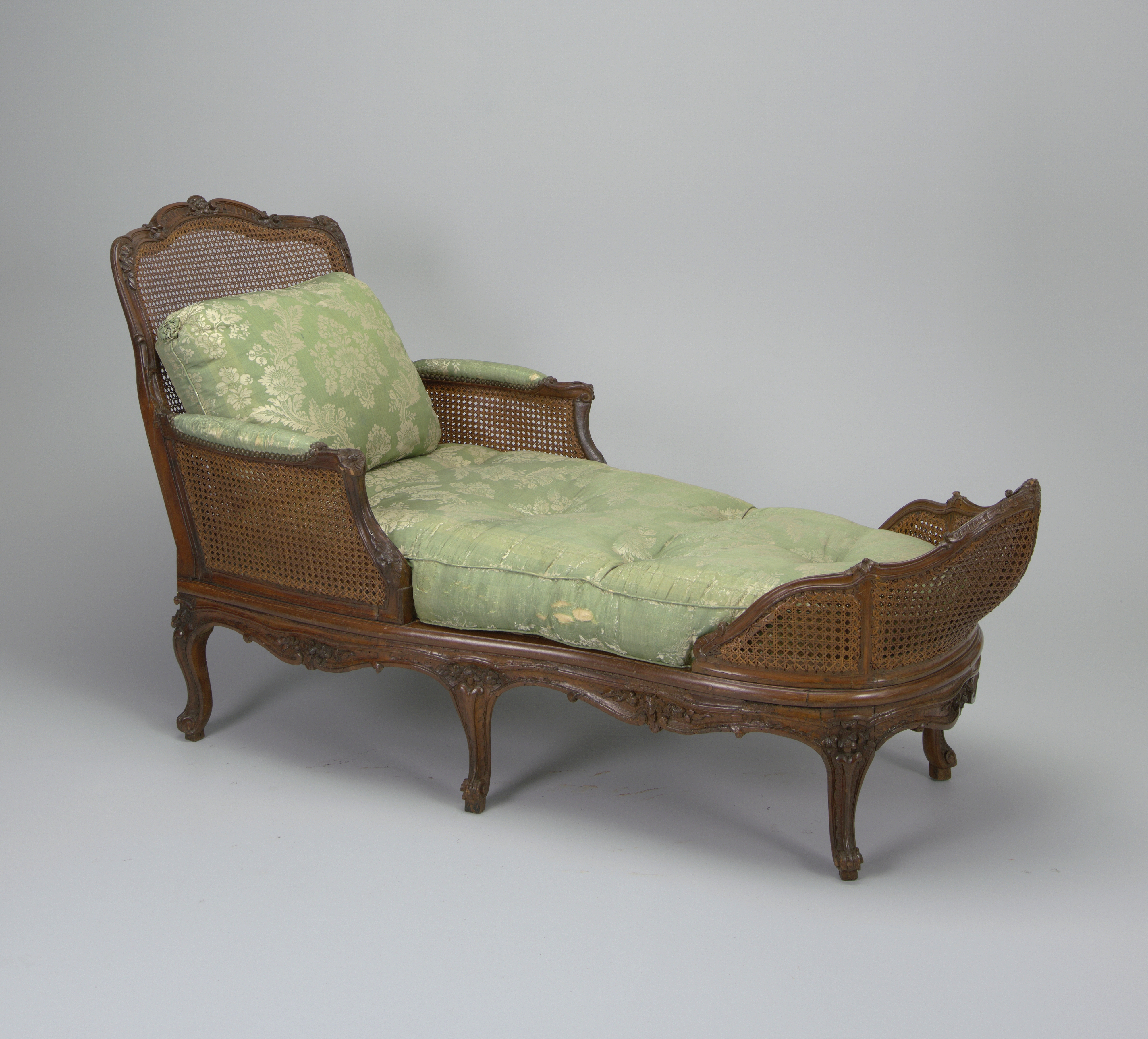
Duchesse cannée recouverte d'un matelas et d'un coussin,
de style Louis XV, France, vers 1750.

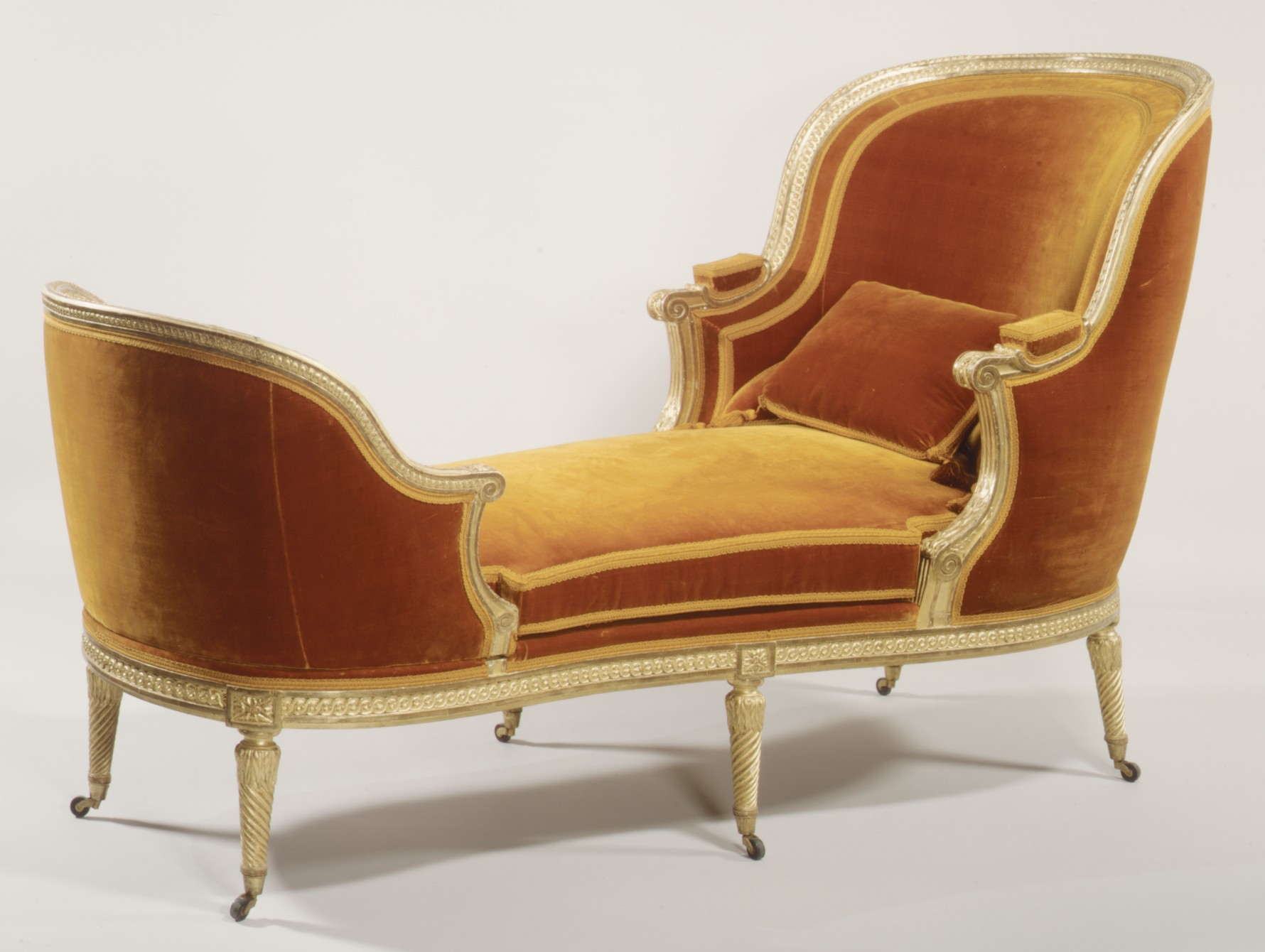
Duchesse garnie de velours avec matelas et coussin,
de style Louis XVI, France, vers 1770.

Une duchesse est, en ameublement, une élégante chaise longue capitonnée à dossier à bois apparent, à la mode en France sous Louis XV comme meuble d’intérieur et utilisée comme lit de repos, surtout par les femmes. 

## La duchesse brisée
La duchesse brisée est une chaise longue en deux parties, à dossier cintré, très en vogue de 1745 et 1780.
Elle est composée d'une bergère et d'un long tabouret. Elle prend le nom de duchesse brisée en trois lorsqu'elle présente un tabouret placé entre deux bergères disposées face-à-face.

## Le lit «à la duchesse»
En ameublement, le mot « duchesse » peut aussi faire référence au lit d'apparat dit « à la duchesse », un lit à baldaquin dont les particularités sont l'absence de dossier de pied et de colonnes. Son dais, de même dimension que la couche, est suspendu au mur de fond de l'alcôve. Ce lit n'a aucune parenté avec le siège ou lit de repos dénommé « duchesse ».